# Haiti na letnich igrzyskach olimpijskich
Reprezentacja Haiti na letnich igrzyskach olimpijskich oficjalnie po raz pierwszy wystartowała podczas igrzysk w Paryżu w 1924 roku. Wtedy to wystartowało 9 zawodników.
Jak dotąd jedynymi medalistami są Ludovic Augustin, L. H. Clermont, Destin Destine, C. Dupre, Eloi Metullus, Astrel Rolland, Ludovic Valborge, którzy zdobyli brązowy medal w strzelectwie w drużynowej konkurencji karabinu dowolnego podczas igrzysk w 1924 roku oraz Sylvio Cator, który zdobył srebrny medal w skoku w dal podczas igrzysk w 1928 roku. Nieoficjalnie Haiti miało swoich reprezentantów także podczas igrzysk w 1900 roku w Paryżu.

## Klasyfikacja medalowa
| Miejsce             | Złoto | Srebro | Brąz | Razem |
| ------------------- | ----- | ------ | ---- | ----- |
| 1900 Paryż          | 0     | 0      | 0    | 0     |
| 1924 Paryż          | 0     | 0      | 1    | 1     |
| 1928 Amsterdam      | 0     | 1      | 0    | 1     |
| 1932 Los Angeles    | 0     | 0      | 0    | 0     |
| 1960 Rzym           | 0     | 0      | 0    | 0     |
| 1972 Monachium      | 0     | 0      | 0    | 0     |
| 1976 Montreal       | 0     | 0      | 0    | 0     |
| 1984 Los Angeles    | 0     | 0      | 0    | 0     |
| 1988 Seul           | 0     | 0      | 0    | 0     |
| 1992 Barcelona      | 0     | 0      | 0    | 0     |
| 1996 Atlanta        | 0     | 0      | 0    | 0     |
| 2000 Sydney         | 0     | 0      | 0    | 0     |
| 2004 Ateny          | 0     | 0      | 0    | 0     |
| 2008 Pekin          | 0     | 0      | 0    | 0     |
| 2012 Londyn         | 0     | 0      | 0    | 0     |
| 2016 Rio de Janeiro | 0     | 0      | 0    | 0     |
| 2020 Tokio          | 0     | 0      | 0    | 0     |
| 2024 Paryż          | 0     | 0      | 0    | 0     |

## Medaliści letnich igrzysk olimpijskich z Haiti

### Złote medale
Brak

### Srebrne medale
- Sylvio Cator - lekkoatletyka, skok w dal

### Brązowe medale
- Ludovic Augustin, L. H. Clermont, Destin Destine, C. Dupre, Eloi Metullus, Astrel Rolland, Ludovic Valborge - strzelectwo, karabin dowolny drużynowo